# پدر و دختر (فیلم)
پدر و دختر (به انگلیسی: Father and Daughter) پویانمایی کوتاهی از مایکل دودک د ویت، انیماتور، کارگردان و تصویرگر هلندی است که در سال ۲۰۰۰ ساخته‌شد. این پویانمایی موفق به دریافت جایزه اسکار بهترین پویانمایی کوتاه سال ۲۰۰۰ شد. این پویانمایی، ۲۰ جایزه دیگر نیز دریافت کرد و موفق‌ترین کار دویت بوده‌است.
تم آهنگ متن این پویانمایی از والسِ امواج دانوب اثر ایوان ایوانوویچ اقتباس شده‌است.

## داستان
پدری پس از خداحافظی از دختر خردسالش سوار قایقی شده و می‌رود. دختر در طول روزهای پس از آن به کنار آن دریاچه می‌آید تا مگر پدرش بازگردد. زمان می‌گذرد و او را می‌بینیم که تشکیل خانواده می‌دهد و پس از آن پیر می‌شود اما هیچگاه از امید برای برگشتن پدرش دست برنمی‌دارد.
داستان را به صورت استعاره‌ای می‌توان دید که رفتن پدر با قایق نشان‌دهنده مرگ او و انتظار دختر در کنار دریاچه بیانگر این است که او در تمام مدت عمرش به او فکر می‌کرده و او را هیچگاه فراموش نکرده‌است. در هنگام کهنسالی، رفتن او به درون دریاچه که دیگر خشک شده و پر از گیاه است می‌تواند نشان‌دهنده این باشد که او نیز مرده‌است و در جهان پس از مرگ ابتدا به همان سنی که آخرین بار از پدرش جدا شد (دوران خردسالی) بر می‌گردد و سپس به دیدن پدرش می‌رود.

## جوایز
این پویانمایی موفق به دریافت ۲۱ جایزه و یک نامزدی شد.
| سازمان یا جشنواره                                         | جایزه                  | موضوع/برندگان                                                 | نتیجه    |
| --------------------------------------------------------- | ---------------------- | ------------------------------------------------------------- | -------- |
| جایزه اسکار (۲۰۰۰)                                        | اسکار                  | بهترین پویانمایی کوتاه                                        | برنده    |
| Annecy International Animated Film Festival (2001)        | جایزه تماشاگران        |                                                               | برنده    |
| Annecy International Animated Film Festival (2001)        | Grand Prix             | بهترین پویانمایی کوتاه                                        | برنده    |
| (2001) Anima Mundi Animation Festival                     | جایزه هیئت ژوری        | بهترین فیلم                                                   | برنده    |
| جایزه بافتا (۲۰۰۱)                                        | جایزه فیلم بافتا       | بهترین پویانمایی کوتاه کلر جنینگز ویلم تیجسن مایکل دودک د ویت | برنده    |
| British Animation Awards (2002)                           | BAA                    | بهترین فیلم کوتاه بهترین سناریو جایزه خبرگی                   | برنده    |
| Cartoon Forum, Europe (2001)                              | Cartoon d'Or           |                                                               | برنده    |
| Cinanima (2000)                                           | Grand Prize            |                                                               | برنده    |
| (2001) Clermont-Ferrand International Short Film Festival | بهترین پویانمایی       | رقابت بین‌المللی                                               | برنده    |
| (2001) Cracow Film Festival                               | جایزه دن کیشوت         |                                                               | برنده    |
| Dresden Film Festival (2001)                              | جایزه داوران جوان      | فیلم پویانمایی                                                | برنده    |
| Dresden Film Festival (2001)                              | بهترین پویانمایی کوتاه | رقابت بین‌المللی                                               | دوم      |
| Hiroshima International Animation Festival (2002)         | Grand Prix             |                                                               | برنده    |
| (2001) Leipzig DOK Festival                               | جایزه تماشاچیان        |                                                               | برنده    |
| Nederlands Film Festival (2001)                           | NPS Award              |                                                               | برنده    |
| Nederlands Film Festival (2001)                           | گوساله طلایی           | بهترین فیلم کوتاه                                             | نامزدشده |
| (2001) Odense International Film Festival                 | نوآورانه‌ترین فیلم      |                                                               | برنده    |
| Ottawa International Animation Festival (2000)            | جایزه تماشاچیان        |                                                               | برنده    |
| Ottawa International Animation Festival (2000)            | OIAF Award             | بهترین فیلم مستقل                                             | برنده    |
| World Animation Celebration (2001)                        | WAC Winner             | بهترین پویانمایی بین ۵ تا ۱۵ دقیقه                            | برنده    |
| Zagreb World Festival of Animated Films (2002)            | Grand Prize            |                                                               | برنده    |